# Густав фон Темпски
Густав Фердинанд фон Темпски (нем. Gustav von Tempsky; 15 февраля 1828 — 7 сентября 1868) — прусский авантюрист, художник, корреспондент газеты и солдат в Новой Зеландии, Австралии, Калифорнии, Мексике и на Москито-Косте Центральной Америки. Он также был акварелистом-любителем, который рисовал новозеландский кустарник и военную кампанию.

## Ранние годы
Густав Фердинанд фон Темпски родился в Браунсберге, Восточная Пруссия, в прусской дворянской семье. Фон Темпски вырос в Лигнице в Нижней Силезии. После этого его отправили в младшую кадетскую школу в Потсдаме, а затем в кадетскую школу в Берлине. Он был двоюродным братом немецкой писательницы Валески фон Галвиц.
В 1844 году он был зачислен в полк своего отца в Королевской прусской армии, возможно, в гвардейский фузилерский полк, в котором его брат, Бенно Вальдемар фон Темпски, был младшим лейтенантом. В 1846 году, устав от рутины, Густав фон Темпски покинул полк всего через девять месяцев и отправился в прусское поселение на Москито-Кост в Центральной Америке. Он принял назначение командовать отрядом индейцев москито, который был создан Великобританией, но после того, как его друг, британский генеральный консул, соскользнул за борт и был съеден аллигаторами, он потерял вкус к этому приключению и отправился на Запад Америки.
В 1850 году он отправился на новые Калифорнийские золотые прииски, но не нашел золота. В 1853 году он вернулся в прусскую колонию через Мексику, Гватемалу и Сальвадор, а позже написал книгу «Митла» о своем путешествии.
Перед отъездом он ухаживал за Эмилией Росс Белл, старшей дочерью британского правительственного агента из Шотландии Джеймса Станислауса Белла, проживавшей в соседнем британском поселении Блуфилдс (или Блуфилдс), но её отец этого не одобрил, вероятно, из-за его молодости и отсутствия перспектив. После своего возвращения, 9 июля 1855 года в Блуфилдсе, он женился на Эмилии. В 1858 году в Глазго, Шотландия, родился сын Луи фон Темпски.
Семья эмигрировала из Ливерпуля в Викторию, Австралия, на корабле «Сирокко», прибывшем в порт Мельбурн 1 августа 1858 года, с двумя маленькими сыновьями, двухлетним Рэндалом и годовалым Луисом. Ещё двое детей были зарегистрированы как родившиеся на золотых приисках Бендиго. Вышеупомянутый Луис фон Темпски родился в Сандхерсте, штат Виктория, в 1858 году, а Лина фон Темпски родилась в 1859 году в Сандхерсте.
В Мельбурне фон Темпски активно пытался возглавить предполагаемую Трансконтинентальную исследовательскую экспедицию, но его иск был отвергнут комитетом, в основном из-за английского предубеждения ведущих членов, которые выбрали Роберта О’Хара Бёрка руководителем. Предприятие стало известно как Экспедиция Бёрка и Уиллса, с известными и смертельными исходами. Впоследствии фон Темпски перевез свою семью на корабле Benjamin Heape через Тасман в Новую Зеландию, покинув Мельбурн 13 февраля 1862 года.

## Присоединяется к отряду лесных рейнджеров
По прибытии в Новую Зеландию Густав фон Темпски поселился на полуострове Коромандель в качестве золотодобытчика и корреспондента газеты.
После начала войны в 1863 году фон Темпски переехал в Друри, к югу от Окленда, где он был корреспондентом ежедневной газеты «Южный крест». Здесь он быстро подружился с капитаном Джексоном и офицерами лесных рейнджеров и вскоре был приглашен сопровождать их в патрулировании. Вскоре после этого, 26 августа 1863 года, губернатор Грей, откликнувшись на предложение капитана Джексона, натурализовал фон Темпски как британского подданного и произвел его в прапорщики лесных рейнджеров.
Лесные рейнджеры были нерегулярным добровольческим формированием, предназначенным для того, чтобы перенести войну вглубь леса и сражаться с враждебными маори на их собственной территории. Джексон был осторожным офицером, который был полон решимости дать своим людям тщательную подготовку. Густав фон Темпски был неутомимым самопиарщиком, жаждущим славы и восхищения.
Очень рано стало ясно, что оружие и снаряжение, используемые британской армией, не подходят для ведения нерегулярных боевых действий в густом влажном новозеландском буше. В любое время в составе лесных рейнджеров было всего около 100 человек, поэтому было относительно легко собрать специальное снаряжение, хотя в ранний период на хребтах Хунуа они отделывались подержанными револьверами, большинство из которых были непригодны для использования. Когда фон Темпски сформировал свою собственную 2-ю роту для службы в Таранаки, у него было 30 или более больших охотничьих ножей, изготовленных ножовщиком на Саймондс-стрит, Окленд, из пружинной стали тележки. Считается, что до сих пор существует только один из этих ножей. Стандартным длинным оружием был карабин калибра 54 калибра «Калишер и Терри», который рейнджеры называли «Терри». Благодаря короткому стволу, небольшому весу, заряжанию с казенной части и водонепроницаемому патроннику, это было идеальное оружие для ближнего боя. Рейнджеры Таранаки носили только одну снайперскую винтовку Enfield образца 1853 года. Сам фон Темпски носил два пистолета Colt Navy .36 и смог получить больше таких револьверов меньшего калибра для своего подразделения. «Рейнджерс» также использовали пятизарядный револьвер Бомонта-Адамса 44-го калибра. Фон Темпски часто изображается с саблей, которую он нес обнаженной, ожидая битвы. Форма и снаряжение были выбраны в соответствии с мобильной ролью рейнджеров. В полевых условиях подразделение часто имело при себе только трехдневный рацион, поскольку предполагалось, что в какой-то степени оно будет питаться землей.

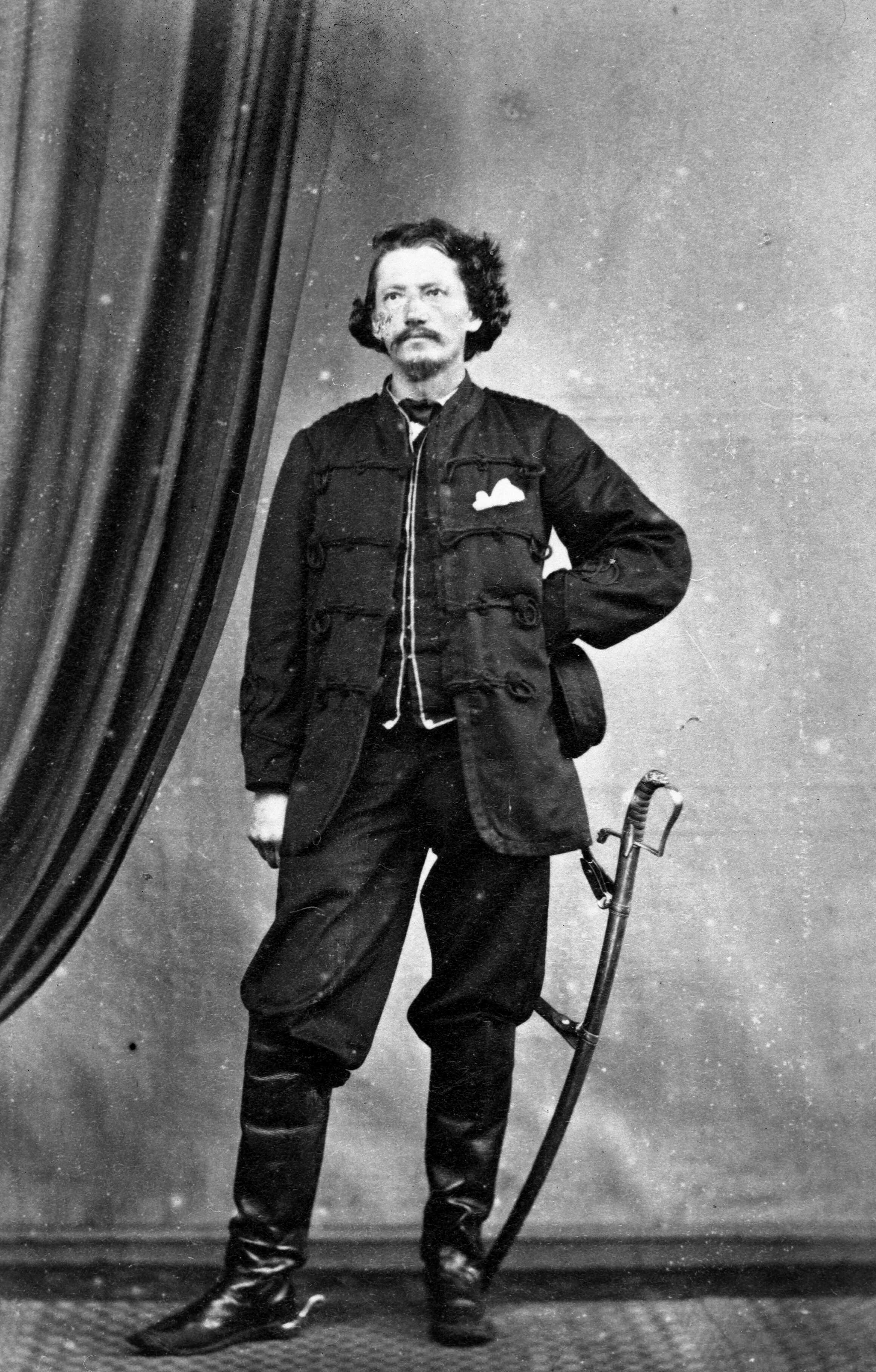
Официальный портрет Густава фон Темпски, вероятно, сделанный Хартли Уэбстером около 1868 года

В ноябре 1863 года лесные рейнджеры были расформированы, но не потому, что они потерпели неудачу, а потому, что срок их службы закончился. Однако Уильям Джексон был немедленно уполномочен сформировать новую компанию в том же духе. Несколько дней спустя Густав Темпски, которого некоторые из его людей называли «Фон», был произведен в капитаны, а также получил задание набрать вторую роту лесничих. С тех пор он и Джексон постоянно соревновались за людей, ресурсы и славу.
На ранних этапах войны в Уайкато лесные рейнджеры использовались для защиты армейских линий снабжения от мародерствующих маори, патрулируя в основном хребты Хунуа к югу от Окленда и пытаясь перехватить вражеские военные отряды до того, как они достигнут Великой Южной дороги. Именно в это время фон Темпски проявил себя как очень эффективный лидер, который смог внушить большую преданность своим людям. У маори он был известен как манурау, «птица, которая порхает повсюду».
Позже лесничие были переброшены на фронт и приняли участие в осаде Патеранги. Именно в этот период они участвовали в драматическом спасении нескольких солдат, попавших в засаду маори во время купания в реке Вайкато. И Джексон, и фон Темпски упоминались в депешах, а позже Темпски написал хорошо известную акварель, показывающую себя в очень драматичном свете. Однако за храбрость, проявленную в этом бою, крест Виктории был награждён другим офицером, Чарльзом Хифи.
Лесничие участвовали в осаде Оракау, а затем были замешаны в резне, последовавшей за прорывом защитников.
К 1865 году Уильям Джексон подал в отставку, и Густав фон Темпски, теперь майор, командовал лесными рейнджерами. Вскоре они были вовлечены во Вторую войну Таранаки. Это был период разочарований из-за противоречивой лояльности и целей правительственных сил. Командирам британских имперских войск надоело вести ненужные, по их мнению, войны от имени правительства Новой Зеландии. С другой стороны, новозеландские подразделения, такие как Лесные рейнджеры, хотели энергично продолжать войну. Тупик был преодолен только тогда, когдаГубернатор Грей лично принял командование новозеландскими вооруженными силами. Фон Темпски, однако, пропустил последующее действие, будучи убитым ревматизмом.

## Трибунал
После краткого отпуска в Окленде фон Темпски принял участие в кампании при Тауранге (хотя неясно, в каком качестве) и присутствовал при осаде Опотики. Оттуда он отплыл в Веллингтон и принял командование лесными рейнджерами, которые тем временем взбунтовались и отказывались садиться на корабль и отправляться на войну в Ост-Кейп. Обнаружив, что, когда он доберется туда, ему придется служить под началом офицера, которого он считал младше себя, фон Темпски присоединился к мятежу и отказался принимать какие-либо дальнейшие приказы.
Он был арестован и предан военному суду. Исход мог быть серьёзным, но удачная смена правительства привела к тому, что фон Темпски получил второй шанс. В то время как основная часть лесничих отправилась на Ист-Кейп, фон Темпски и другим мятежникам было разрешено вернуться в Вангануи, где он принял участие в более поздних кампаниях Макдоннелла и Чута в Таранаки против хау-хау.

## Войны Таранаки

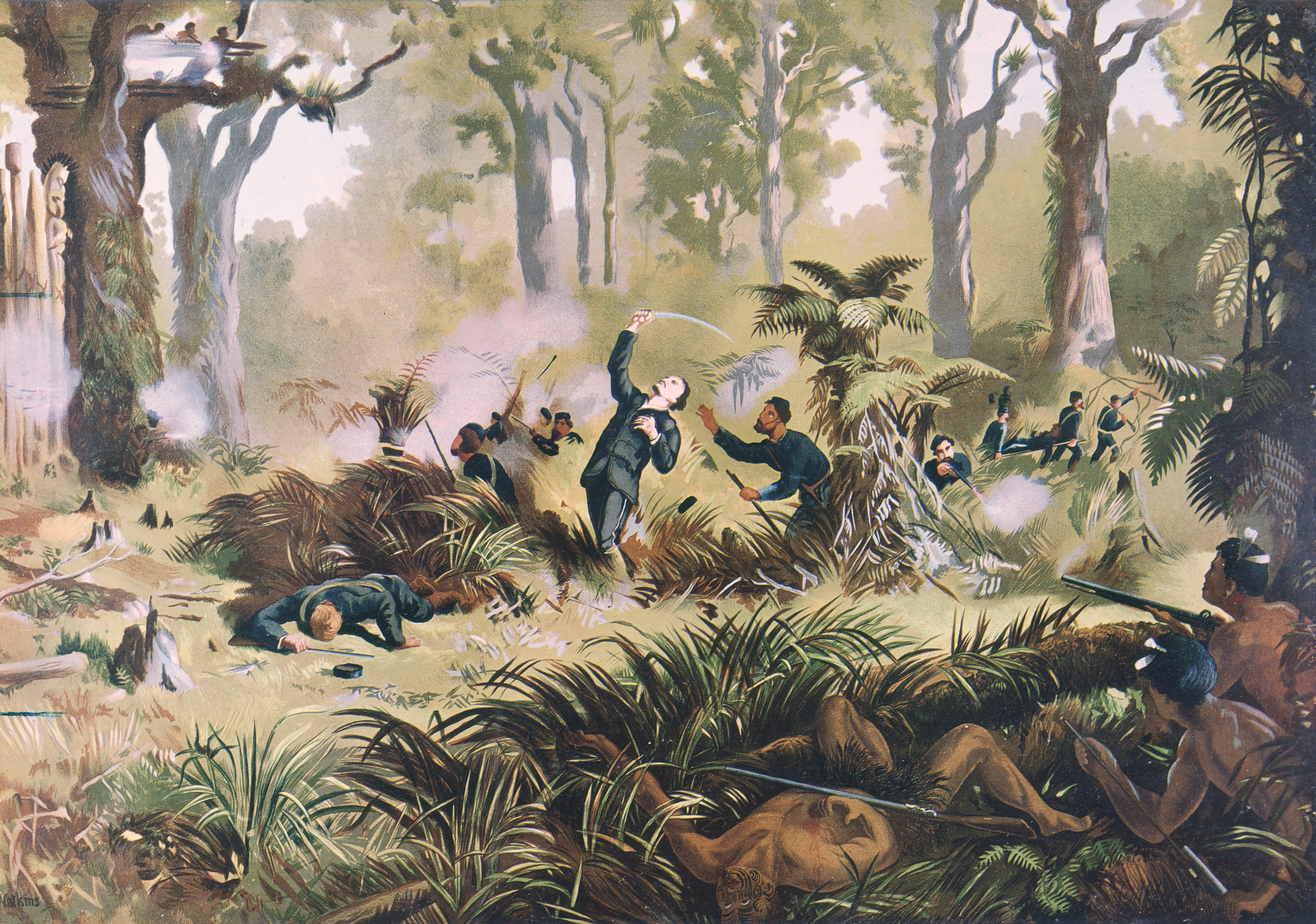
Смерть Густавуса фон Темпски в бою против Титоковару при Те Нгуту о те Ману, 1868, Кеннет Уоткинс

Лесные рейнджеры были окончательно расформированы в Те Авамуту в середине 1866 года. Фон Темпски был немедленно приглашен принять командование 5-м подразделением вооруженной полиции. Когда в 1868 году началась война Титоковару, фон Темпски и его дивизия были очень скоро призваны и отправлены на фронт.
12 июля 1868 года произошел инцидент, который до сих пор является предметом споров среди новозеландских историков. Когда фон Темпски командовал фортом в Патее, ему сообщили, что недостроенный редут, расположенный примерно в семи километрах, подвергается сильному обстрелу. Отдав своему заместителю строгий приказ удерживать крепость, он немедленно бросился пешком, чтобы вступить в бой. К тому времени, когда он прибыл, десять защитников были мертвы, а ещё шесть ранены, в то время как нападавшие смогли убежать. В своем отчете от 21 августа 1868 года Густав фон Темпски выделил священника-мариста отца Жан-Батиста Роллана за его храбрость под огнем, когда он ухаживал за ранеными — католиками и протестантами — на линии фронта. Отец Роллан присутствовал при сражении, в котором сам фон Темпски был убит две недели спустя.
Был сентябрь, и правительство стремилось к быстрому прекращению конфликта, и они оказали давление на Макдоннелла, чтобы он предпринял преждевременную атаку на главный Па Титоковару, Те Нгуту о Те Ману или Птичий Клюв. 7 сентября защитники были готовы и ждали, когда прибыло ополчение, и они попали под сильный и точный огонь. Мудро поступив, Макдоннелл очень скоро решил отступить, так как он хорошо понимал тщетность попыток атаковать защищенную территорию маори Па. Фон Темпски запротестовал, а затем начал наступать на Па. Через несколько мгновений он был мертв, убит пулей во лбу, один из примерно пятидесяти убитых и раненых в бою.
Джеймс Шанаган, очевидец, сообщил, как умер фон Темпски:
Я не успел отойти далеко, как был застрелен человек из нашей роты. Майор поспешил ему на помощь, но был застрелен, пуля вошла в центр его лба. Он упал замертво на человека, к которому шел на помощь. Так умер фон Темпски.
Хотя трупы некоторых других солдат были съедены, фон Темпски пользовался большим уважением у маори, и Кимбл Бент сказал, что Титоковару приказал положить тело фон Темпски на погребальный костер в центре марае. В 1965 году Тонга Авикау, которому был 101 год, описал, как в детстве он видел кремацию 20 британских мертвецов, включая майора фон Темпски.
Местный маори вернул ножны его меча своей вдове. В настоящее время он принадлежит Томсонам в Хокс-Бей.
После потери их лидера его подразделение распалось. Многие из солдат взбунтовались, а затем дезертировали, отказавшись служить под началом любого другого командира. В конце сентября 5-я дивизия Вооруженной полиции была расформирована и так и не была переформирована.

## Семья
Его вдова, Эмилия, умерла в 1900 году. Его дочь жила в Новой Зеландии. Двое из трех его сыновей, Рональд и Луис, переехали на Гавайи, где стали владельцами ранчо. Луис управлял ранчо Халеакала. Армине фон Темпски (1892—1943), дочь Луиса, стала одним из самых известных писателей Гавайев. Иногда они использовали альтернативное написание своего имени: Темпски.
Все больше потомков Густава фон Темпски остаются в Новой Зеландии, особенно в районе Хокс-Бей через семью Томсонов.